# Alqueidão (Figueira da Foz)
Pour les articles homonymes, voir Alqueidão.
Alqueidão est une paroisse civile portugaise (en portugais : freguesia) de la municipalité de Figueira da Foz dans le district et la région de Coimbra.

## Géographie
Alqueidão est située sur la rive occidentale du Mondego, au sud-est de Figueira da Foz à la limite avec Soure.
Son territoire est traversé par l'autoroute A17.

## Histoire
La paroisse d'Alqueidão est créée en 1928, à partir du territoire de Paião.

## Démographie
Lors du recensement de 2021, Alqueidão compte 1 485 habitants.